# Championnat du Maroc de basket-ball
Le Championnat du Maroc de basket-ball, nommé Division Excellence ou DEX-H est une compétition annuelle mettant aux prises les 12 meilleurs équipes professionnels de basket-ball au Maroc, divisés en deux groupes de six équipes, groupe nord et groupe sud.
Le FUS de Rabat est le plus titré de la compétition avec 20 sacres, et est aussi le tenant du titre.

## Histoire
Depuis les années 1930, le Maroc a connu le sport de basketball, dont le championnat était créé en 1935 et guidée par la Ligue du Maroc de Basketball Association jusqu'à 1957 où elle est organisée par la Fédération royale marocaine de basket-ball.
Le championnat a été suspendue entre 2018 et 2020 en raison d'une grande crise administrative au sein de la fédération et accessoirement, de la pandémie de Covid-19. Le début de la saison 2020-2021 de la Division Excellence et la Première division masculins et féminins sont annoncés pour fin février 2021.
L'équipe la plus titrée de la Division Excellence est le FUS de Rabat avec 19 titres. Le FUS de Rabat est le tenant du titre après sa victoire en 2024.

## Organisation
Le championnat se déroule en deux phases :
- une phase appelée saison régulière où chaque équipe s'affronte en match aller et retour ;
- une phase finale de série éliminatoire appelée play-offs regroupant les meilleures équipes de la saison régulière de chacun des deux groupes.

## Palmarès
- 1934 : Stade Marocain (1)
- 1935 : RU Casablanca (1)
- 1936 : RU Casablanca (2)
- 1937 : RU Casablanca (3)
- 1938-1940 : Pas de compétition
- 1941 : RU Casablanca (4)
- 1942 : RU Casablanca (5)
- 1943-1944 : Pas de compétition
- 1945 : US Fès (1)
- 1946 : Banque US (1)
- 1947 : OC Khouribga (1)
- 1948 : OC Khouribga (2)
- 1949 : OC Khouribga (3)
- 1950 : ASPTT Casa (1)
- 1951 : ASPTT Casa (2)
- 1952 : US Marocaine (1)
- 1953 : US Marocaine (2)
- 1954 : US Marocaine (3)
- 1955 : US Marocaine (4)
- 1956 : Banque US (2)
- 1957 : AS Casablanca (1)
- 1958 : US Marocaine (5)
- 1959 : US Marocaine (6)
- 1960 : Maghreb SR (1)
- 1961 : ME Chock (1)
- 1962 : AS Casablanca (2)
- 1963 : AS Casablanca (3)
- 1964 : FAR de Rabat (1)
- 1965 : Wydad AC (1)
- 1966 : Wydad AC (2)
- 1967 : Wydad AC (3)
- 1968 : FUS de Rabat (1)
- 1969 : FAR de Rabat (2)
- 1970 : FUS de Rabat (2)
- 1971 : FUS de Rabat (3)
- 1972 : FUS de Rabat (4)
- 1973 : FUS de Rabat (5)
- 1974 : Cercle Casablanca (1)
- 1975 : Wydad AC (4)
- 1976 : Wydad AC (5)
- 1977 : Cercle Casablanca (2)
- 1978 : FUS de Rabat (6)
- 1979 : FUS de Rabat (7)
- 1980 : FUS de Rabat (8)
- 1981 : FUS de Rabat (9)
- 1982 : Wydad AC (6)
- 1983 : Wydad AC (7)
- 1984 : FUS de Rabat (10)
- 1985 : Wydad AC (8)
- 1986 : FAR de Rabat (3)
- 1987 : TS Casablanca (1)
- 1988 : FUS de Rabat (11)
- 1989 : TS Casablanca (2)
- 1990 : FUS de Rabat (12)
- 1991 : BMCI Club (1)
- 1992 : FUS de Rabat (13)
- 1993 : IR Tanger (1)
- 1994 : FUS de Rabat (14)
- 1995 : TS Casablanca (3)
- 1996 : Maghreb de Fès (1)
- 1997 : Maghreb de Fès (2)
- 1998 : Maghreb de Fès (3)
- 1999 : FUS de Rabat (15)
- 2000 : Wydad AC (9)
- 2001 : FUS de Rabat (16)
- 2002 : TS Casablanca (4)
- 2003 : Maghreb de Fès (4)
- 2004 : FUS de Rabat (17)
- 2005 : Raja CA (1)
- 2006 : Raja CA (2)
- 2007 : Maghreb de Fès (5)
- 2008 : IR Tanger (2)
- 2009 : IR Tanger (3)
- 2010 : AS Salé (1)
- 2011 : AS Salé (2)
- 2012 : Renaissance Berkane (1)
- 2013 : Wydad AC (10)
- 2014 : AS Salé (3)
- 2015 : AS Salé (4)
- 2016 : AS Salé (5)
- 2017 : AS Salé (6)
- 2018 : AS Salé (7)
- 2019 : Pas de compétition
- 2020 : Pas de compétition
- 2021 : AS Salé (8)
- 2022 : AS Salé (9)
- 2023 : FUS de Rabat (18)
- 2024 : FUS de Rabat (19)
- 2025 : FUS de Rabat (20)

## Bilan
| Club              | Titres | Années |
| ----------------- | ------ | --- |
| FUS de Rabat      | 20     | 1968, 1970, 1971, 1972, 1973, 1978, 1979, 1980, 1981, 1984, 1988, 1990, 1992, 1994, 1999, 2001, 2004, 2023, 2024, 2025 |
| Wydad AC          | 10     | 1965, 1966, 1967, 1975, 1976, 1982, 1983, 1985, 2000, 2013                                                             |
| AS Salé           | 9      | 2010, 2011, 2014, 2015, 2016, 2017, 2018, 2021, 2022                                                                   |
| US Marocaine      | 6      | 1952, 1953, 1954, 1955, 1958, 1959                                                                                     |
| Maghreb de Fès    | 5      | 1996, 1997, 1998, 2003, 2007                                                                                           |
| RU Casablanca     | 5      | 1935, 1936, 1937, 1941, 1942                                                                                           |
| TS Casablanca     | 4      | 1987, 1989, 1995, 2002                                                                                                 |
| IR Tanger         | 3      | 1993, 2008, 2009 |
| FAR de Rabat      | 3      | 1964, 1969, 1986 |
| AS Casablanca     | 3      | 1957, 1962, 1963 |
| OC Khouribga      | 3      | 1947, 1948, 1949 |
| Raja CA           | 2      | 2005, 2006 |
| Cercle Casablanca | 2      | 1974, 1977 |
| ASPTT Casa        | 2      | 1950, 1951 |
| B.U.S Casablanca  | 2      | 1946, 1956 |
| RS Berkane        | 1      | 2012 |
| BMCI Tanger Club  | 1      | 1991 |
| CC Casablanca     | 1      | 1961 |
| Maghreb SR        | 1      | 1960 |
| US Fès            | 1      | 1945 |
| Stade Marocain    | 1      | 1934 |

## Statistiques

### Statistiques individuelles
- Record de nombre de points inscrits dans un seul match : 64 points[2]
  - Mohammed Abid (Maison des Enfants Essaouira) lors du match MES - WAC en 1982.

## Couverture médiatique
Les matchs de la Division Excellence sont actuellement diffusés par Arryadia. Cette chaîne diffuse les matchs de la saison régulière et des play-offs.